# Michaela Hinterholzer

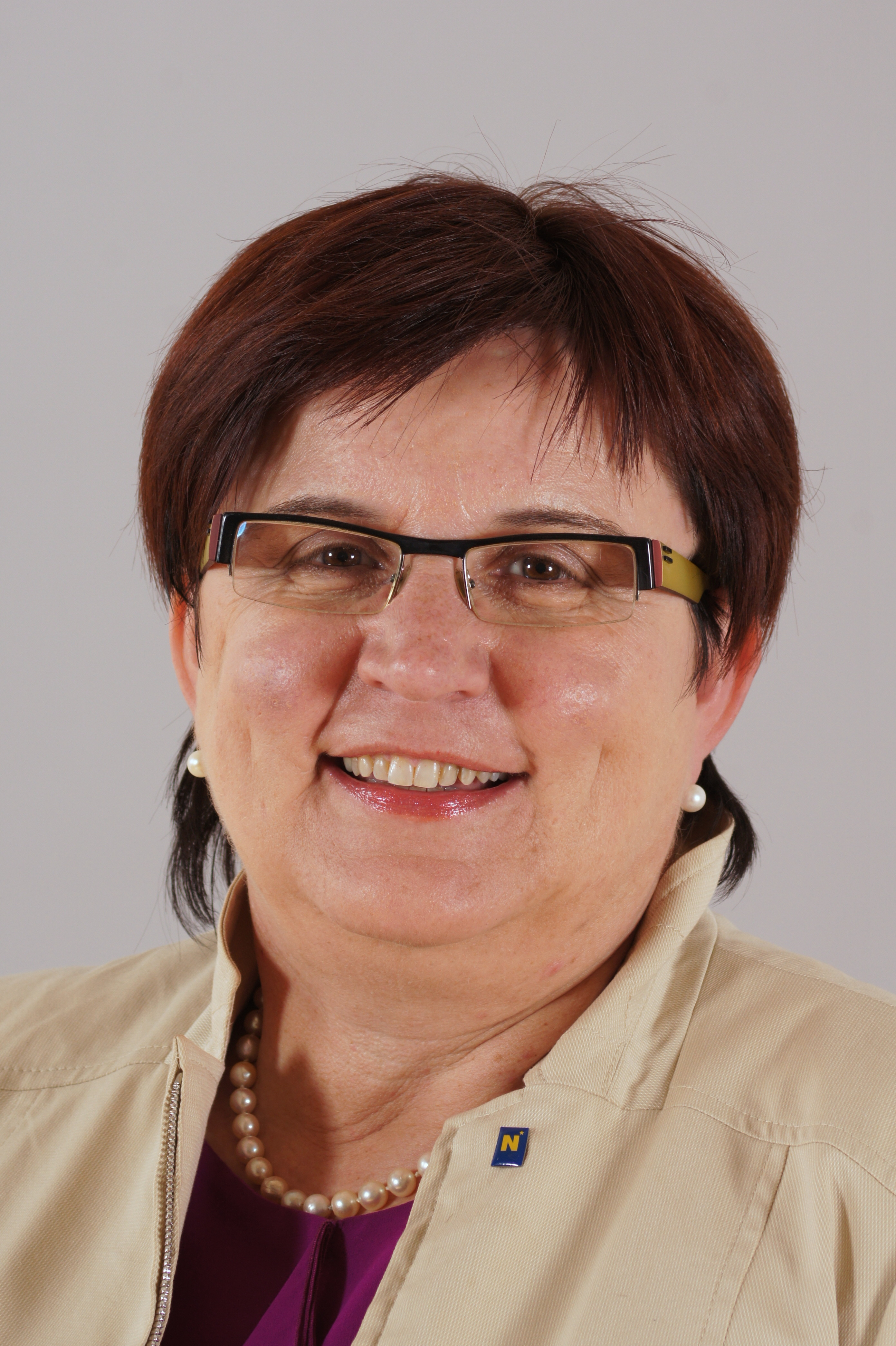
Michaela Hinterholzer 2013

Michaela Hinterholzer (* 20. Mai 1959 in Linz) ist eine österreichische Politikerin (ÖVP). Hinterholzer war von 1998 bis März 2023 Abgeordnete zum Landtag von Niederösterreich und ist seit 1. Juli 2014 Bürgermeisterin von Oed-Öhling.

## Leben
Hinterholzer legte die Matura im Gymnasium Amstetten ab. Sie trat 1977 ins Berufsleben ein und ist als Geschäftsführerin tätig. Sie wurde 1995 Mitglied des Niederösterreichischen Landesinnungsausschusses des Bauhilfsgewerbes und 1996 Vorsitzende des Amstettner Hilfswerkes. Zudem ist sie Landesobmannstellvertreterin und Bezirksobfrau des Niederösterreichischen Wirtschaftsbundes sowie Präsidentin des Hilfswerks Niederösterreich. Hinterholzer vertrat die ÖVP ab dem 16. April 1998 bis zum 23. März 2023 im Niederösterreichischen Landtag. Hinterholzer war Wirtschaftssprecherin im ÖVP-Landtagsklub.

## Auszeichnungen
- Für ihre Leistungen und den Einsatz in ihrer Funktion als Landtagsabgeordnete und in der Wirtschaftskammer Niederösterreich sowie für ihr Engagement im sozialen Bereich erhielt sie am 5. Dezember 2008 das Große Silberne Ehrenzeichen für Verdienste um die Republik Österreich.[2]
- 2014 überreichte man ihr das Silberne Komturkreuz des Ehrenzeichens für Verdienste um das Bundesland Niederösterreich.[3]
- 2023: Goldenes Komturkreuz des Ehrenzeichens für Verdienste um das Bundesland Niederösterreich[4]